# Lubjanka
Il palazzo della Lubjanka (nome ufficiale in russo Здание органов госбезопасности на Лубянке?, Zdanie Organov Gosbezopasnosti na Lubjanke) è un palazzo di Mosca, celebre per essere sede dei servizi segreti sovietici prima e russi poi. È un grande edificio con facciata di mattoni gialli, progettato da Aleksandr V. Ivanov nel 1897, ingrandito da Aleksej Viktorovič Ščusev nel 1940-1947.

## Storia
La Lubjanka venne costruita originariamente nel 1898, come sede neobarocca della Compagnia di Assicurazione Rossija, divenuta nota per i bei pavimenti in parquet ed i muri verde chiaro. Dissimulando la propria mole, l'edificio non comunica un'impressione di scala enorme: singoli dettagli palladiani e barocchi, come i minuti frontali agli angoli e la loggia centrale, si perdono in una apparentemente infinita facciata classicheggiante, dove le tre fasce di cornicioni sottolineano le linee orizzontali. Un orologio è posto al centro della fascia superiore della facciata.
Nel 1918 fu occupato dai primi servizi segreti sovietici, la Čeka. La sede rimase poi stabile nonostante le successive evoluzioni dei servizi, da Čeka a GPU a NKVD a KGB, fino ad approdare all'FSB russa di oggi. La Lubjanka mantiene una fama sinistra, legata alle torture e ai crudeli interrogatori che si tennero al suo interno dal 1918 al 1956 (come raccontato da Solženicyn in Arcipelago Gulag) e che ebbero il loro culmine in epoca stalinista.
Nel corso delle Grandi purghe, gli uffici divennero via via più affollati per l'aumento degli operativi. Nel 1940 venne commissionato a Ščusev il raddoppio della dimensione dell'edificio, tramite l'aggiunta di un altro piano e comprendendo costruzioni sul retro. Il progetto di Ščusev aumentava la componente neorinascimentale, ma solo la parte sinistra della facciata venne ricostruita sotto la sua direzione negli anni '40, a causa della guerra e di altri ostacoli. La facciata asimmetrica rimase tale fino al 1983, quando la simmetria venne ripristinata secondo il progetto, su impulso di Jurij Andropov.
Di fronte al palazzo, fino al termine dell'Unione Sovietica, si trovava una faraonica statua detta Feliks di ferro e, secondo una credenza popolare, la statua era fatta interamente di oro a 16 carati.

## Detti popolari
Fra gli abitanti di Mosca è molto frequente il modo di dire: «Il Palazzo della Lubjanka è il palazzo più alto di Mosca perché da lì si vede direttamente la Siberia». Questo detto deriva chiaramente dalle deportazioni dei prigionieri politici nei campi d'internamento (erroneamente denominati gulag) in Siberia, che in un primo tempo venivano rinchiusi nella Lubjanka.